# Terpitzsch
Terpitzsch ist seit 2011 ein Ortsteil der Stadt Colditz im Landkreis Leipzig in Sachsen, zuvor war der Ort ein Ortsteil von Zschadraß.

## Lage und Erreichbarkeit
Terpitzsch liegt circa 3 km südöstlich der Stadt Colditz und ist über die B 176 zu erreichen.

## Geschichte
Als Siedlung wurde Terpitzsch erstmals 1368 unter dem Namen Tirpaczwics in Urkunden erwähnt. Mit seinen rund 200 Einwohnern zählt Terpitzsch zu den größeren Ortsteilen der Stadt Colditz.